# Information Presentation Facility
IPF ist die Abkürzung für die Information Presentation Facility der Firma IBM. Es ist eine SGML-Auszeichnung zur Erstellung von Onlinehilfedateien für das Betriebssystem OS/2. Aus den entsprechenden Quelltextdateien werden mittels eines  Compilers (IPFC) binäre Hilfedateien (HLP) oder Onlinebücher (INF) erzeugt.

## Geschichte
IPF und INF wurden erstmals 1989 für die Onlinehilfe des Betriebssystems OS/2 1.2 verwendet. Die letzten Ausgaben des IBM PC-DOS verwenden ebenfalls das INF-Format für die Hilfefunktion.

## Beispiel
Ein kleines Beispiel aus dem Handbuch:
```
    .*
    :userdoc.
    :title.Beispieldatei
    :h1 res=001.Eine Überschrift
    .*
    :p.Dies ist etwas Text.
    :artwork name='ein_bild.bmp'.
    :i1. Ein Index-Eintrag
    .*
    :euserdoc.
```

## Entwicklungswerkzeuge
Der Compiler (IPFC) wird mit der Entwicklungsumgebung (Developer’s Toolkit) zu OS/2 ausgeliefert. Des Weiteren existieren verschiedene Werkzeuge zur Umwandlung fremder Formate.
- Hypermake (ehemals MakeIPF)
- Phelsuma/2
- Vyperhelp